# 安井南
安井 南（やすい みなみ、2004年（平成16年）3月13日 - ）は、日本の女優、インフルエンサー。神奈川県出身。フリーランス。

## 人物
特技の空手は黒帯初段、剣道初段。他にテコンドー、ヌンチャク、古武術、タップダンス、ダンス、テニスなど。憧れの人物はブルース・リー。
中川翔子の公式YouTubeチャンネル『中川翔子の「ヲ」』で開催されたオーディション企画で約900人の中から選ばれ、2022年3月9日にリリースの「君のまんまが いいんだよ」のC/W曲「雲の上に雲はなくて」を一緒に歌唱。
ミス日本2024ファイナリストに選ばれる。

## 出演

### イメージモデル
- 「富士急ハイランド」オフィシャルアイドル2020 ツンデレ高飛車ガール
- レプタイルズワールド2022　イメージモデル

### イベント
- ジュニア・アース・ジャパン2021TOKYO - グランプリ[1][2]

### 映画
- 「KG空手ガール」（木村好克監督）- 紅菜月役

### テレビ
- 「ザ・ミュージックショウ」（日本テレビ）- 山崎薫役
- おやこでキッキング（キッズステーション）

### 舞台
- ローファーズハイ!! - Vol.3、Vol.4
- カンコンキンシアター - 第34回公演（2023年4月）より出演[11]

### CM
- 「任天堂JustDanceWii」

### 雑誌
- 週刊プレイボーイ（集英社）[1][2]
- 【デジタル限定】安井南写真集「絶対無敵の17才」[12]

### MV
- NOKKO「翼」（2018年平昌オリンピックテーマソング）

### ネット配信
- バスり先生
- 大人ゼミナールりんくまとオトナになりたい仲間たち

### CD
- 「雲の上に雲はなくて」（中川翔子「君のまんまが いいんだよ」C/W曲）- 2022年3月9日[5]